# Corydoras reynoldsi
Corydoras reynoldsi is een straalvinnige vissensoort uit de familie van de pantsermeervallen (Callichthyidae). De wetenschappelijke naam van de soort is voor het eerst geldig gepubliceerd in 1960 door Myers & Weitzman.